# Valparaíso (provincie)
Valparaíso is een provincie van Chili in de regio Valparaíso. De provincie telde 751.317 inwoners in 2017 en heeft een oppervlakte van 2147 km². Hoofdstad is Valparaíso.

## Gemeenten
Valparaíso is verdeeld in zeven gemeenten:
- Casablanca
- Concón
- Juan Fernández
- Puchuncaví
- Quintero
- Valparaíso
- Viña del Mar